# Jean-Louis Zoël
Jean-Louis Zoël, né le 16 janvier 1954 à Cognac est un diplomate français. Il a été notamment ambassadeur de France dans quatre pays et a occupé à plusieurs reprises des fonctions de direction à l'administration centrale du ministère français des affaires étrangères. Il a quitté la fonction publique en août 2020.

## Biographie
Jean-Louis Zoël est un ancien élève de l’École nationale d’administration (promotion Droits de l’Homme, 1979-81). C'est aussi un ancien élève de l’École centrale Paris (1973-1976 ; option informatique et mathématiques appliquées) et de l'Institut d'études politiques de Paris (1975-1977 ; section service public).
Il a été successivement :
- Premier secrétaire à l’Ambassade de France en Hongrie (Budapest), de 1981 à 1984.
- Adjoint du sous-directeur du budget et des affaires financières, ministère des affaires étrangères (Paris) de 1984 à 1986.
- Consul général de France à Djeddah (Arabie saoudite) de 1987 à 1989.
- Chef du service du budget et des affaires financières, ministère des affaires étrangères (Paris) de 1989 à 1993.
- Chef de mission de coopération et d’action culturelle, Ambassade de France au Gabon, (Libreville) de 1994 à 1998.
- Ambassadeur de France en Zambie et au Malawi (Lusaka) de 1998 à 2001.
- Fellow au Centre des affaires internationales de l’Université de Harvard (Cambridge, Ma.) de 2002 à 2003 [2].
- Chef du service des conventions, des affaires civiles et de l’entraide judiciaire à la direction des Français à l’étranger et des étrangers en France, ministère des affaires étrangères (Paris) de 2004 à 2008 et directeur-adjoint des Français à l’étranger et des étrangers en France de 2007 à 2008.
- Ambassadeur de France en Namibie de 2008 à 2013.
- Ambassadeur économique pour la région Haute Normandie, puis après janvier 2016, pour la région Normandie, de mai 2014 à octobre 2016.
- Ambassadeur de France en Guinée-Bissau de 2016 à 2020.